# Női 200 méteres pillangóúszás a 2011-es úszó-világbajnokságon
A női 200 méteres pillangóúszást a 2011-es úszó-világbajnokságon július 27-én és 28-án rendezték. Előbb a selejtezőket és az elődöntőket, majd a döntőt.

## Rekordok
|                    | Név               | Nemzetiség | Idő     | Helyszín | Dátum             |
| ------------------ | ----------------- | ---------- | ------- | -------- | ----------------- |
| Világcsúcs         | Liu Zige          | CHN        | 2:01.81 | Csinan   | 2009. október 21. |
| Világbajnoki csúcs | Jessicah Schipper | AUS        | 2:03.41 | Róma     | 2009. július 30.  |

## Érmesek
| Arany               | Ezüst                            | Bronz           |
| Kína · Jiao Liuyang | Egyesült Királyság · Ellen Gandy | Kína · Liu Zige |

## Eredmények

### Selejtezők
| Helyezés | Selejtező | Pálya | Nemzetiség             | Úszók | Idő     | Megj. |
| -------- | --------- | ----- | ---------------------- | ----- | ------- | ----- |
| 1        | 4         | 5     | Natsumi Hoshi          | JPN   | 2:07.34 | Q     |
| 2        | 4         | 6     | Jakabos Zsuzsanna      | HUN   | 2:07.60 | Q     |
| 3        | 5         | 6     | Kathleen Hersey        | USA   | 2:07.91 | Q     |
| 4        | 5         | 5     | Ellen Gandy            | GBR   | 2:08.14 | Q     |
| 5        | 5         | 4     | Liu Zige               | CHN   | 2:08.28 | Q     |
| 6        | 3         | 5     | Mireia Belmonte García | ESP   | 2:08.34 | Q     |
| 7        | 4         | 2     | Stephanie Rice         | AUS   | 2:08.43 | Q     |
| 8        | 4         | 4     | Jiao Liuyang           | CHN   | 2:08.47 | Q     |
| 9        | 4         | 3     | Jessicah Schipper      | AUS   | 2:08.62 | Q     |
| 10       | 3         | 3     | Teresa Crippen         | USA   | 2:08.63 | Q     |
| 11       | 3         | 4     | Jemma Lowe             | GBR   | 2:08.67 | Q     |
| 12       | 3         | 6     | Audrey Lacroix         | CAN   | 2:08.88 | Q     |
| 13       | 3         | 7     | Otylia Jędrzejczak     | POL   | 2:09.01 | Q     |
| 14       | 3         | 2     | Martina Granstroem     | SWE   | 2:09.12 | Q     |
| 15       | 5         | 7     | Choi Hye-Ra            | KOR   | 2:09.33 | Q     |
| 16       | 5         | 1     | Ida Marko-Varga        | SWE   | 2:09.38 | Q     |
| 17       | 4         | 1     | Katerine Savard        | CAN   | 2:09.41 |       |
| 18       | 3         | 8     | Martina van Berkel     | SUI   | 2:09.68 | NR    |
| 19       | 5         | 3     | Hosszú Katinka         | HUN   | 2:10.48 |       |
| 19       | 5         | 2     | Judit Ignacio Sorribes | ESP   | 2:10.48 |       |
| 21       | 4         | 8     | Mirela Olczak          | POL   | 2:10.69 |       |
| 22       | 4         | 7     | Anja Klinar            | SVN   | 2:10.83 |       |
| 23       | 2         | 6     | Rita Medrano           | MEX   | 2:10.84 |       |
| 24       | 2         | 4     | Sara Oliveira          | POR   | 2:11.37 |       |
| 25       | 5         | 8     | Jana Martinova         | RUS   | 2:11.82 |       |
| 26       | 2         | 3     | Emilia Pikkarainen     | FIN   | 2:12.44 |       |
| 27       | 3         | 1     | Alessia Polieri        | ITA   | 2:13.65 |       |
| 28       | 2         | 2     | Sara Nordenstam        | NOR   | 2:16.09 |       |
| 29       | 2         | 5     | Cheng Wan-Jung         | TPE   | 2:16.63 |       |
| 30       | 2         | 7     | Katarina Listopadova   | SVK   | 2:17.72 |       |
| 31       | 1         | 4     | Simona Muccioli        | SMR   | 2:22.03 |       |
| 32       | 1         | 3     | Marie Laura Meza       | CRC   | 2:23.68 |       |
| 33       | 1         | 5     | Noel Borshi            | ALB   | 2:29.16 |       |

### Elődöntők

#### Első elődöntő
| Helyezés | Pálya | Nemzetiség             | Úszók | Idő     | Megj. |
| -------- | ----- | ---------------------- | ----- | ------- | ----- |
| 1        | 5     | Ellen Gandy            | GBR   | 2:06.73 | Q     |
| 2        | 4     | Jakabos Zsuzsanna      | HUN   | 2:06.77 | Q     |
| 3        | 6     | Jiao Liuyang           | CHN   | 2:06.99 | Q     |
| 4        | 3     | Mireia Belmonte Garcia | ESP   | 2:07.94 |       |
| 5        | 1     | Martina Granström      | SWE   | 2:08.01 | NR    |
| 6        | 7     | Audrey Lacroix         | CAN   | 2:08.70 |       |
| 7        | 2     | Teresa Crippen         | USA   | 2:09.27 |       |
| 8        | 8     | Ida Marko-Varga        | SWE   | 2:09.56 |       |

#### Második elődöntő
| Helyezés | Pálya | Nemzetiség         | Úszók | Idő     | Megj. |
| -------- | ----- | ------------------ | ----- | ------- | ----- |
| 1        | 7     | Jemma Lowe         | GBR   | 2:06.30 | Q     |
| 2        | 4     | Natsumi Hoshi      | JPN   | 2:06.65 | Q     |
| 3        | 3     | Liu Zige           | CHN   | 2:06.69 | Q     |
| 4        | 2     | Jessicah Schipper  | AUS   | 2:06.93 | Q     |
| 5        | 6     | Stephanie Rice     | AUS   | 2:07.32 | Q     |
| 6        | 5     | Kathleen Hersey    | USA   | 2:07.94 |       |
| 7        | 8     | Choi Hye-Ra        | KOR   | 2:08.81 |       |
| 8        | 1     | Otylia Jędrzejczak | POL   | 2:09.27 |       |

### Döntő
| Helyezés  | Pálya | Nemzetiség        | Úszók | Idő     | Megj. |
| --------- | ----- | ----------------- | ----- | ------- | ----- |
| Aranyérem | 1     | Jiao Liuyang      | CHN   | 2:05.55 |       |
| Ezüstérem | 6     | Ellen Gandy       | GBR   | 2:05.59 |       |
| Bronzérem | 3     | Liu Zige          | CHN   | 2:05.90 |       |
| 4         | 5     | Natsumi Hoshi     | JPN   | 2:05.91 | NR    |
| 5         | 8     | Stephanie Rice    | AUS   | 2:06.08 |       |
| 6         | 2     | Jakabos Zsuzsanna | HUN   | 2:06.35 |       |
| 7         | 4     | Jemma Lowe        | GBR   | 2:06.64 |       |
| 7         | 7     | Jessicah Schipper | AUS   | 2:06.64 |       |